# Рукумијски дани
Рукумијски дани је духовно-културна и туристичка манифестација која се од 2011. године, уз благослов игумана Симеона, одржава сваке године 28. августа на Велику Госпојину у Манастиру Рукумија.
Циљ ове манифестације је очување и неговање духовне традиције и народних обичаја и њихово преношење на млађе генерације. 

## Настанак манифестације
Од давнина се у дане Преображења и Велике Госпојине испред манастира Рукумија играло коло, правила се игранка испод храстова и послуживало грожђе. На игранку су долазали из суседних и других села, а посебно из околине Смедерева и Београда. Свако село је имало своје коло и свог хармоникаша. Тако се родила идеја да се ова традиција настави и данас.
Испред Месне заједнице Брадарац и КУД-а Брадарац Златко Миленковић, Слађан Матејић и Малиша Обрадовић посетили су Манастир Рукумија 29. јуна 2010. године и изнели предлоге да се после одржавања редовне службе, одржи културна манифестација у циљу обележавања Велике Госпојине, са културно уметничким програмом на платоу испред манастира. Изнет је програм учествовања фолклорних ансамбaла из ближе и шире околине. Пошто је манифестација постала традиционална, од 2019. године уврштена је у Туристички календар Пожаревца.

## Програм манифестације
Први „Рукумијски дани” одржани су 28. августа 2011. године, у организацији Месне заједница Брадарац, КУД „Брадарац”, уз подршку Града Пожаревца.
Од настанка манифестације у програму наступала су многа културно-уметничка друштва из уже околине, Србије и иностранства, са својим раскошним ношњама и кореографијама и дали свој уметнички израз и лични печат.
За десетогодишњицу манифестације посетиоци и учесници могли су да погледају изложбу „Фолклорно стваралаштво у Брадарцу кроз традацију и обичаје” чији је аутор Јасмина Степановић.